# Chmielów (Lublin)
Pour les articles homonymes, voir Chmielów.
Chmielów (prononciation [ˈxmjɛluf]) est un village de la gmina de Dębowa Kłoda du powiat de Parczew dans la voïvodie de Lublin, situé dans l'est de la Pologne.
Il se situe à environ 5 kilomètres au nord de Dębowa Kłoda (siège de la gmina), 12 kilomètres à l'est de Parczew (siège du powiat) et 55 kilomètres au nord-est de Lublin (capitale de la voïvodie).

## Histoire
De 1975 à 1998, le village est attaché administrativement à l'ancienne Voïvodie de Biała Podlaska.

Depuis 1999, il fait partie de la nouvelle voïvodie de Lublin.